# Rotwildbezirk Minden

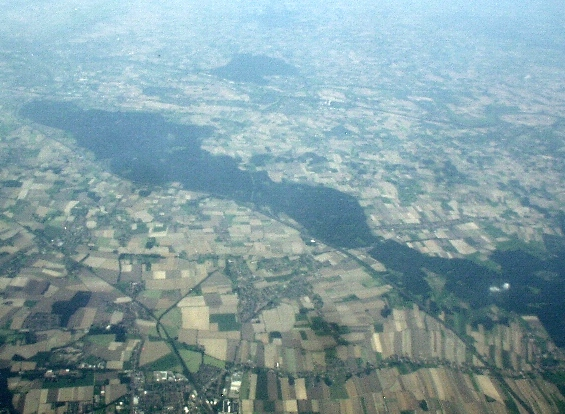
Luftbild des Schaumburger Waldes und dahinter der Rotwildbezirk Minden

Der Rotwildbezirk Minden ist der einzige Rotwildbezirk des Kreises Minden-Lübbecke und einer von zehn dieser Art im Land Nordrhein-Westfalen.

## Lage
Der Rotwildbezirk Minden liegt zum größten Teil auf dem Gebiet der Stadt Petershagen, lediglich ein sehr kleiner Anteil dieses Gebietes im Süden reicht auf das Gebiet der namensgebenden Stadt Minden. Der Bezirk wird im Westen begrenzt durch die  Bundesstraße 482, im Süden durch den Mittellandkanal, ansonsten durch die Landesgrenze nach Niedersachsen. Der Bezirk ist rund 9000 Hektar groß, wovon 250 Hektar im Süden auf Mindener Stadtgebiet liegen. Nach Osten setzt sich das Rotwildgebiet in Niedersachsen in den 4000 Hektar großen Schaumburger Wald fort, an den die Stadt Petershagen und damit der Rotwildbezirk Minden unmittelbar angrenzt.

## Bestand und Funktion
Die Rotwildbestandsdichte ist gering mit 0–15 Tieren pro 1000 Hektar. Der Schaumburger Wald ist einer der größten Wälder der Region, bildet selbst aber keinen niedersächsischen Rotwildbezirk. Er ist ein besonderes Verbreitungsgebiet dieses Schalenwildes und begründet in gewisser Weise den Rotwildbezirk Minden. Der Schaumburger Wald grenzt mit seiner westlichen Waldgrenze mehr oder weniger trennscharf an das Land Nordrhein-Westfalen an.  In Niedersachsen gibt es im Gegensatz zu Nordrhein-Westfalen keine besonderen Gebiete, wo Rotwild ausschließlich vorkommen darf. Daher bildet der Rotwildbezirk Minden, der über so gut wie keine Wälder verfügt, ein Übergangsgebiet, wo Rothirsche, aus dem Schaumburger Wald kommend, umherstreifen dürfen. Sie müssen dabei nicht zwingend geschossen werden, was der Fall wäre, gäbe es diesen Rotwildbezirk nicht. Sobald das Wild den Schaumburger Wald nach Westen verlässt, überschreitet es die Grenzen zum Land Nordrhein-Westfalen.